# Хайнрих II (Ортенбург)
Вижте пояснителната страница за други личности с името Хайнрих II.
Хайнрих II фон Ортенбург (на немски: Heinrich II von Ortenburg, der Schenker, † 4 февруари 1257) e граф на Ортенбург от 1241 до 1257 г.

## Биография
Той е син на граф Хайнрих I фон Ортенбург († 1241) и първата му съпруга Божислава (Юта), принцеса от Бохемия, дъщеря на бохемския крал Отокар I Пршемисъл.
Той наследява баща си през 1241 г. като граф на Ортенбург. Хайнрих II желае неговите полубратя да не получат от неговите собствености и затова през 1248 г. подарява цялата си собственост на епископа на Бамберг за годишна рента от 50 пфунда Бамбергски пфениги.
Хайнрих II не се жени и умира бездетен.